# Симоховель-де-Альенде
Симоховель-де-Альенде (исп. Simojovel de Allende) — город в Мексике, штат Чьяпас, входит в состав муниципалитета Симоховель и является его административным центром. Численность населения, по данным переписи 2020 года, составила 14 618 человек.

## Общие сведения
Название Simojovel с языка цоциль можно перевести как — корзина с травой или фуражом.
Первое упоминание о поселении относится к 1620 году, в записях евангелистов оно упоминается как деревня San Bartolomé y San Antonio Simojovel.
24 июня 1712 года проживавшие в деревне цельтали подняли восстание и полностью сожгли её. В том же году они основали новое поселение Симоховель в другом месте, где оно и расположено по сей день.
В 1882 году Симоховель получает статус вильи, а 28 октября 1912 года статус города, к названию которого была добавлена фамилия одного из лидеров в войне за независимость — Игнасио Альенде.